# Kurtis Kraft
A Kurtis Kraft foi um construtor norte-americano de carros de corrida. Produziu chassis para equipes das 500 Milhas de Indianápolis durante o período entre 1950 e 1960, quando o evento fazia parte do calendário do Campeonato Mundial da FIA. Contou com a participação do piloto Juan Manuel Fangio na prova de 1958.

## Resultados como equipe própria
| Ano  | Construtor   | Chassi                              | Motor                                   | Pneus | Nº   | Pilotos                         | Classificação      |
| ---- | ------------ | ----------------------------------- | --------------------------------------- | ----- | ---- | ------------------------------- | ------------------ |
| 1950 | Kurtis Kraft | Kurtis Kraft 1000 Kurtis Kraft 3000 | Offenhauser L4 4.5 Offenhauser L4 C 3.0 | F     | 1 28 | Johnnie Parsons Fred Agabashian | 1º lugar 28º lugar |

## Modelo Kurtis Kraft 1000
O  Kurtis Kraft 1000 é o modelo utilizado entre 1950 e 1953. Foi guiado por Mike Nazaruk, Johnnie Parsons e Leroy Warriner.